# Gueme-Enlila
Gueme-Enlila (transliteração: Géme- dEn-líl-lá; Géme-Enlil-ak) foi uma rainha de Ur e esposa de Ibi-Sim, o último rei da Terceira dinastia de Ur. De acordo com a cronologia intermediária, ela viveu no final do século XXI a.C.
Até o momento, foi atestado em um total de quatro textos com títulos completos. Existem também vários textos em que apenas o seu nome é mencionado sem título. Um texto menciona uma sacerdotisa de Ninurta também chamada Gueme-Enlila, descrita como filha de Su-Sim. Se ambos os nomes referem-se à mesma pessoa, significaria que Ibi-Sim era casado com sua irmã — então este foi um caso singular de casamento entre irmãos. No entanto, os argumentos contra isso são que isso leva a problemas cronológicos e que vários textos atestam pessoas com esse nome. Portanto, assumir-se que era duas mulheres diferentes com o mesmo nome. De onde vem a rainha é, portanto, desconhecido.

## Literatura
- Weiershäuser, As mulheres reais da III Dinastia de Ur, 2008, 164 ff.